# Centrum Kunstlicht in de Kunst

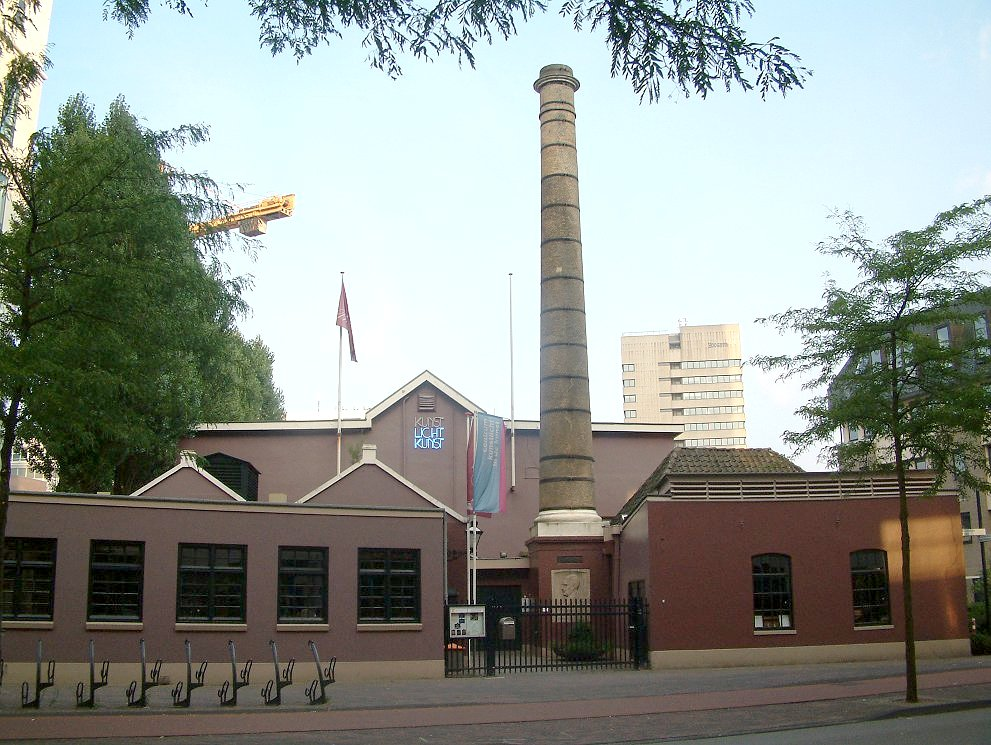
Philipsfabriek

Centrum Kunstlicht in de Kunst was een museum dat zich richtte op de rol en invloed van licht in de kunst.
Het museum was gevestigd in Eindhoven, aan de Emmasingel in het  eerste gloeilampenfabriekje van Philips. In het museum werden schilderijen en sculpturen tentoongesteld, die betrekking hebben op het gebruik en de effecten van kunstlicht, over de verschillende invalshoeken van kunstlicht, vertaald door kunstenaars. Het museum diende ter bevordering van belangstelling voor kunst waarin kunstlicht en zijn effecten op de omgeving essentieel zijn; vertaald naar publiek en kunstenaars om hen te attenderen op de beeldende kracht van kunstlicht en de invloed van kunstlicht op het menselijke bestaan. De collectie bestond uit ruim 600 schilderijen, grafische werken en driedimensionale lichtsculpturen. Sinds april 2002 was het Centrum Kunstlicht in de Kunst geopend. Een deel van de eigen collectie was in een permanente opstelling te zien en een ander deel werd gebruikt voor exposities. De nadruk van de collectie lag op Kunst na 1960 en van de tentoonstellingen op actuele kunst. In het museum bevond zich een bibliotheek en kunstenaarsarchief, met betrekking tot kunstlicht.
In september 2010 werd door de gemeente Eindhoven besloten geen subsidie meer aan Kunstlicht in de Kunst te verlenen; tevens besloot Philips de ter beschikking staande ruimte zelf weer in gebruik te gaan nemen. Om deze redenen werd het Centrum op 5 december 2010 definitief gesloten.
In hetzelfde gebouw zit ook het museum Philips Gloeilampenfabriekje anno 1891. Dat museum geeft een beeld van de ontwikkeling van de gloeilampenindustrie met nadruk op Eindhoven.